# Aidar Kümisbekow
Aidar Nurabekuly Kümisbekow (kasachisch Айдар Нұрабекұлы Күмісбеков Aidar Nūrabekūly Kümısbekov; * 9. Februar 1979 in Taldyqorghan) ist ein ehemaliger kasachischer Fußballspieler.

## Karriere

### Verein
Kümisbekow begann seine Karriere 1997 beim FK Qairat Almaty. Im Jahr 2003 wechselte er zu Ertis Pawlodar, wo er bis 2004 unter Vertrag stand. Anschließend spielte er von 2005 bis 2007 für FK Astana-1964.
Seine Karriere beendete Kümisbekow schließlich beim Schetissu Taldyqorghan.

### Nationalmannschaft
Kümisbekow wurde zwischen 2000 und 2007 insgesamt neunmal für die kasachische Nationalmannschaft nominiert.